# Marinda (localidad)
Marinda es una localidad del concejo de Marinda, que está situado en el municipio de Cuartango, en la provincia de Álava, España.

## Historia
Hacia mediados del siglo XIX, el lugar, ya por entonces perteneciente a Cuartango, tenía contabilizada una población de 52 habitantes. Aparece descrito en el undécimo volumen del Diccionario geográfico-estadístico-histórico de España y sus posesiones de Ultramar de Pascual Madoz con las siguientes palabras:

MARINDA: l. del ayunt. de Cuartango en la prov. de Alava (á Vitoria 4 leg.), part. jud. de Añana (3), aud. terr. de Burgos, c. g. de las Provincias Vascongadas, dióc. de Calahorra (22): sit. en una cuesta, disfruta de clima saludable; reinan los vientos N. y O. Tiene 9 casas; igl. parr. (San Juan) servida por un cura beneficiado de presentacion del ordinario, y una fuente para el surtido del vecindario. El térm. confina N. ayunt. de Urcabustaiz, mediante la sierra de Quibijo; E. Sendadiano; S. Villamanca, y O. Inurrita y Urbina de Basabe. El terreno es de mediana calidad; le atraviesa el r. Badillo con dos puentes para su paso. El correo se recibe de Orduña. prod.: trigo, cebada, avena, alholva y otros granos, y legumbres: cria de ganado caballar, vacuno, cabrío, lanar y de cerda; caza de perdices, liebres y codornices, y pesca de bermejuelas. ind.: ademas de la agricultura y ganadería existe un molino harinero. pobl.: 8 vec., 52 alm. riqueza y contr. con su ayunt. (V.)
(Madoz, 1848, p. 236)

En 2022, tenía empadronado un único habitante.

## Demografía
Actualmente está prácticamente despoblado, sin que tenga el reconocimiento de núcleo rural.
| Gráfica de evolución demográfica de Marinda entre 2000 y 2017 |
|                                                               |
| Población de derecho según los censos de población del INE.   |

## Patrimonio
Quedan en el lugar las ruinas de una ermita de San Juan Ante Portam Latinam, que en su momento fue iglesia parroquial.